# Epicorsia
Epicorsia és un gènere d'arnes de la família Crambidae.

## Taxonomia
- Epicorsia avilalis
- Epicorsia catarinalis
- Epicorsia cerata
- Epicorsia chiapalis
- Epicorsia chicalis Munroe, 1978
- Epicorsia lucialis
- Epicorsia mellinalis Hübner, 1818
- Epicorsia oedipodalis (Guenée, 1854)
- Epicorsia parambalis